# Georg Mende (Politiker)
Georg Mende (* 24. April 1883 in Glatz, Landkreis Glatz, Provinz Schlesien; † 3. Mai 1951 in Castrop-Rauxel) war als Jurist Oberbürgermeister der Stadt Castrop-Rauxel.

## Leben
Nach dem Abitur am Katholischen Gymnasium in Glatz studierte Georg Mende Rechtswissenschaften, Staatswissenschaften und Volkswirtschaftslehre an der Universität Breslau und promovierte hier im Jahre 1910. Nach dem Ersten Juristischen Staatsexamen war er bei verschiedenen Gerichten beschäftigt, u. a. am Oberlandesgericht Breslau. Nach seiner Ernennung zum Assessor im November 1912 ließ er sich im Jahr darauf als Rechtsanwalt nieder. Am 21. Juni 1915 wurde er zum Kriegsdienst eingezogen und war bis zu seiner Entlassung wegen Untauglichkeit beim Feld-Artillerie-Regiment Nr. 6 eingesetzt. Am 9. Mai 1916 als Magistratsassessor in Magdeburg tätig, wurde er hier am 11. Oktober 1917 zum besoldeten Stadtrat ernannt. 
Seine Wahl zum Bürgermeister der Stadt Castrop-Rauxel fiel auf den 24. Juli 1924. Zum Ersten Bürgermeister der Stadt wurde er am 8. Juni 1926 gewählt und führte aufgrund eines Ministererlasses seit dem 1. Juli 1928 den Titel Oberbürgermeister. Zum 1. Juli 1933 wurde er aus „gesundheitlichen Gründen“ in den Ruhestand versetzt. 1939 nahm er seine Tätigkeit bei der Stadtverwaltung wieder auf und war Innenrevisor im städtischen Wirtschafts- und Ernährungsamt. 1945 leitete Mende das Rechtsamt der Stadtverwaltung. Zum 31. März 1949 ging er endgültig in den Ruhestand. 
Mende war Mitglied der Deutschen Zentrumspartei und der katholischen Studentenverbindung KDStV Winfridia (Breslau) Münster.